# آنا نازاریان
آنا نازاریان (ارمنی: Աննա Նազարյան؛ انگلیسی: Anna Nazaryan زادهٔ ۱۹۸۲) بدمینتون‌باز زن اهل ارمنستان است .